# Bouclé

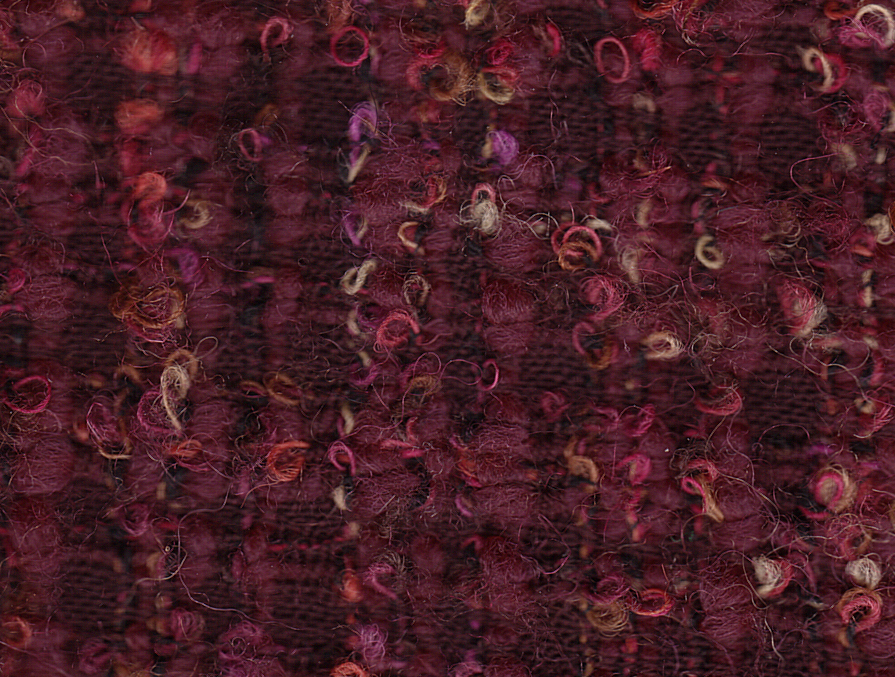
Bouclé, 70% wool, 25% acrylic, 5% nylon. 1st decade 21st century.

Il bouclé (dal francese boucler, "arricciare") è un tessuto soffice e compatto, con superficie tridimensionale caratterizzata dalla presenza di anellini di filo e prodotto con l'omonimo filato fantasia. Il filato è generato tramite differenti torsioni dei fili, il risultato finale sono una serie di anelli distribuiti a intervalli irregolari sullo strato superficiale del tessuto. A seconda del trattamento post tessitura l’aspetto del Bouclé può essere più o meno spugnoso, compatto e soffice; è sfruttato sia in contesti di maglieria sia di laneria.

## Applicazioni
Il tessuto bouclé grazie alla sua superficie arricciata può presentare un aspetto interessante anche in tinta unita, ma è spesso utilizzato anche per la produzione di fantasie; la sua texture unica lo rende molto popolare in ambito moda. Cardigan e maglioni realizzati in tessuto bouclé possono presentarsi con un aspetto "frisé", ovvero con una leggera irregolarità nella trama: questo effetto è particolarmente evidente quando l'annellatura delle bouclé è molto piccola. Il tessuto bouclé è molto versatile e può essere utilizzato in una vasta gamma di capi di abbigliamento, dalla maglieria agli abiti, ai cappotti. Grazie alla sua consistenza morbida e avvolgente, il bouclé è particolarmente adatto per i mesi più freddi dell'anno, ma può essere utilizzato anche in altre stagioni grazie alla sua leggerezza e traspirabilità.

## Il filato bouclé
Il filato bouclé è un tipo di filato ritorto composto da tre elementi: un filato di anima, uno di effetto e uno di legatura. La produzione di questo filato avviene con due torsioni successive. La prima torsione coinvolge il filato di anima e quello di effetto, con una sovralimentazione del filato di effetto che crea gli anelli caratteristici del bouclé. Successivamente, viene applicata una seconda torsione in direzione contraria alla prima, coinvolgendo il primo ritorto creato e il filato di legatura.
In altre parole, il processo di produzione del filato bouclé comporta l'incrocio di più filati, creando degli anelli che si susseguono lungo il filato. Questo crea una texture unica e interessante, rendendo il filato molto popolare in ambito tessile e della moda.